# Скурто, Джузеппе
Джузеппе Скурто (итал. Giuseppe Scurto; род. 5 января 1984 года, Алькамо, Италия) — итальянский футболист, защитник, футбольный тренер.
С 6 августа 2020 года возглавляет молодёжный состав СПАЛ.

## Биография
Скурто родился 5 января 1984 года на Сицилии, в городе Алькамо. В возрасте 7 лет записался в академию местной любительской команды, позже занимался в молодёжном составе «Сампдории».

## Игровая карьера
Дебютировал в Серии А 7 ноября 2004 года в составе столичной «Ромы» в матче с «Миланом» (1:1).
В 2005 году на правах аренды перешёл в «Кьево» Верона, сумма трансфера составила 250 000 евро. 20 июня 2007 года клуб окончательно выкупил контракт игрока за 100 000 евро, однако вскоре Джузеппе был продан в «Тревизо» за 1,7 млн евро.
В 2009—2011 годах Скурто выступал в составе «Триестины».
В 2012 году в течение короткого периода времени играл в «Юве Стабии», где и завершил карьеру из-за постоянных травм.

## Карьера в сборной
Скурто выступал за молодёжные сборные Италии всех возрастов, получив вызов в национальную команду U-21 для участия в ЧЕ среди молодёжных команд 2006 года.

## Тренерская карьера
Стартом тренерской деятельности Скурто стала «Юве Стабия» U-19, которую он возглавил в 2013 году. С командой он проработал до июля, получив позже приглашение в «Палермо» U-17. В июле 2017 года был назначен тренером молодёжного состава клуба, с которым стал победителем второго дивизиона молодёжного первенства Италии. 15 июля 2019 года был официально утверждён в должности главного тренера молодёжного (U-19) состава «Трапани».
6 августа 2020 года перешёл на работу в СПАЛ, возглавив клубную команду U-19.